# Paliperidon
Paliperidon is een geneesmiddel voor de behandeling van manische klachten dat op de markt wordt gebracht door Janssen-Cilag BV onder de merknaam Invega. Het is ontwikkeld bij Janssen Pharmaceutica als een doorontwikkeling van het langer bestaande antipsychoticum risperidon, ook van Janssen Pharmaceutica. Paliperidon maakt gebruik van een type tabletten met een speciaal mechanisme (de zogenaamde OROS-technologie). Door dat mechanisme wordt de werkzame stof gelijkmatig over de hele dag aan het lichaam afgegeven. Dat moet ervoor zorgen dat het geneesmiddel tegelijk effectief is en minder bijwerkingen geeft.

## Dosering
Door de verlengde afgifte hoeft men ’s morgens slechts één tablet in te nemen, die de hele dag werkt. Paliperidon-tabletten zijn in verschillende sterktes beschikbaar.

## Bijwerkingen
De meest voorkomende bijwerkingen die soms kunnen optreden bij gebruik van paliperidon zijn: hoofdpijn, slaperigheid, gevoel van duizeligheid, rusteloosheid, beven, vertraagd bewegen, verandering van de hartslag (sneller, langzamer of onregelmatiger), daling van de bloeddruk bij het opstaan (gaan staan), maagpijn, droge mond, meer speekselvorming, misselijk gevoel (braken), weinig energie, vermoeidheid, gewichtstoename, seksuele problemen, en veranderingen in de spieren, zoals hogere spierspanning, stijfheid of krampen.